# Die Hard Trilogy 2: Viva Las Vegas
Die Hard Trilogy 2: Viva Las Vegas är ett spel som kom ut den 29 februari 2000 till Playstation och PC.

## Handling/Movie Mode
I "Movie Mode" får man följa med John McClane i hela berättelsen. Då växlas det mellan tredje person, skjutsekvenser och bilkörning i takt med att historien går framåt.
John McClane bor i en lägenhet i New York. Han får ett telefonsamtal från Kenny Sinclair, som är en gammal vän från New York polisen. Kenny Sinclair vill att John McClane ska komma till Las Vegas för hans invigningsfest, eftersom Kenny Sinclair har blivit befordrad till chef på ett fängelse. När John McClane är där så berättar Kenny Sinclair om terroristen Klaus Von Haug, som sitter inspärrad i en isoleringscell. Sedan presenterar han John McClane för Reese Hoffman. Reese Hoffman äger kasinot "Roaring 20's". Men innan festen hinner ta fart så bryter ett upplopp ut i fängelset. Nu får John McClane ännu en gång rycka in och försöka få ordning på alla fångar och terrorister.

## Arcade Mode
I "Arcade Mode" får man välja mellan alla nivåer i antingen tredje person, skjutsekvenser eller bilkörning. I detta läge finns även andra nivåer som inte finns med i Movie Mode (I Movie Mode finns andra nivåer som ej finns i Arcade Mode).

## Practice Mode
I "Practice Mode" får man en träningsnivå för antingen tredje person, skjutsekvenser eller bilkörning.

## Vapen
Lista på alla vapen som finns i spelet.
- Pistol
- Hagelgevär
- MP5
- LAW 80 (Raketgevär)
- Slägga/Pancor Jackhammer
- Elchock-gevär (Elchockpistol)
- Eldkastare

### Sprängmedel
- Rökgranat
- Flash-Bang Granat
- Splittergranat
- Brandgranat
- Rörelsemina

## Hjälpföremål
Lista på alla hjälpföremål och information om dem.
- Läsk/Energidryck: Återställer 5% av hälsan.
- Första Hjälpen: Återställer 25% av hälsan.
- Med-Kit: Återställer 100% av hälsan.
- Skottsäker väst
- Passerkort: Måste användas för att få tillgång till låsta byggnader, tunnlar, lagerlokaler och rum.
- Nycklar: Kan användas till särskilda fordon som man kan behöva längre fram i spelet.

### Hjälpföremål under bilkörning
- Tid/Klocka: Ger mer tid på sig att utföra uppdraget.
- Nitro: Man kan åka extra snabbt.
- Reparation/Skiftnyckel: Reparerar fordonet man kör.